# السنة الدولية للصحة النباتية
في ديسمبر 2018، تبنت الجمعية العامة للأمم المتحدة قرارًا يعلن عام 2020 باعتباره السنة الدولية لصحة النبات (IYPH) والغرض منه هو رفع مستوى الوعي العالمي حول كيف يمكن لحماية صحة النبات المساعدة في القضاء على الجوع، والحد من الفقر، حماية البيئة وتعزيز التنمية الاقتصادية.

## روابط خارجية
- البوابة الإلكترونية للسنة الدولية للصحة النباتية